# Palotás (település)
Palotás (szlovákul: Palotáš) község Nógrád vármegye déli részén, a Pásztói járásban, a 21-es főúttól 8 kilométerre nyugatra.

## Fekvése
A Cserháttól délre, a hegység törmelékkúpjának észak-északnyugat–dél-délkelet irányú völgyekkel szabdalt alacsony, lapos hátú dombvidékén épült; határának egy része már a Zagyva vízgyűjtő területe. A főváros közigazgatási határától és a megyeszékhely Salgótarjántól egyaránt 50, Pásztótól, Hatvantól és Aszódtól 20–20 kilométerre fekszik.
A fővárostól az M3-as autópályán, majd a bagi elágazótól az Aszód-Kartal-Verseg-Héhalom útvonalon (a 2109-es úton) közelíthető meg. A 21-es főútról Jobbágyinál kell letérni a 2129-es útra, amely 5 kilométer után, Szarvasgede területén találkozik az előbb említett 2109-es úttal; arra rátérve további 3 kilométer megtétele után érhetünk a településre. Az északi szomszédjában fekvő Kisbágyon felől a 2136-os úton érhető el.

## Története

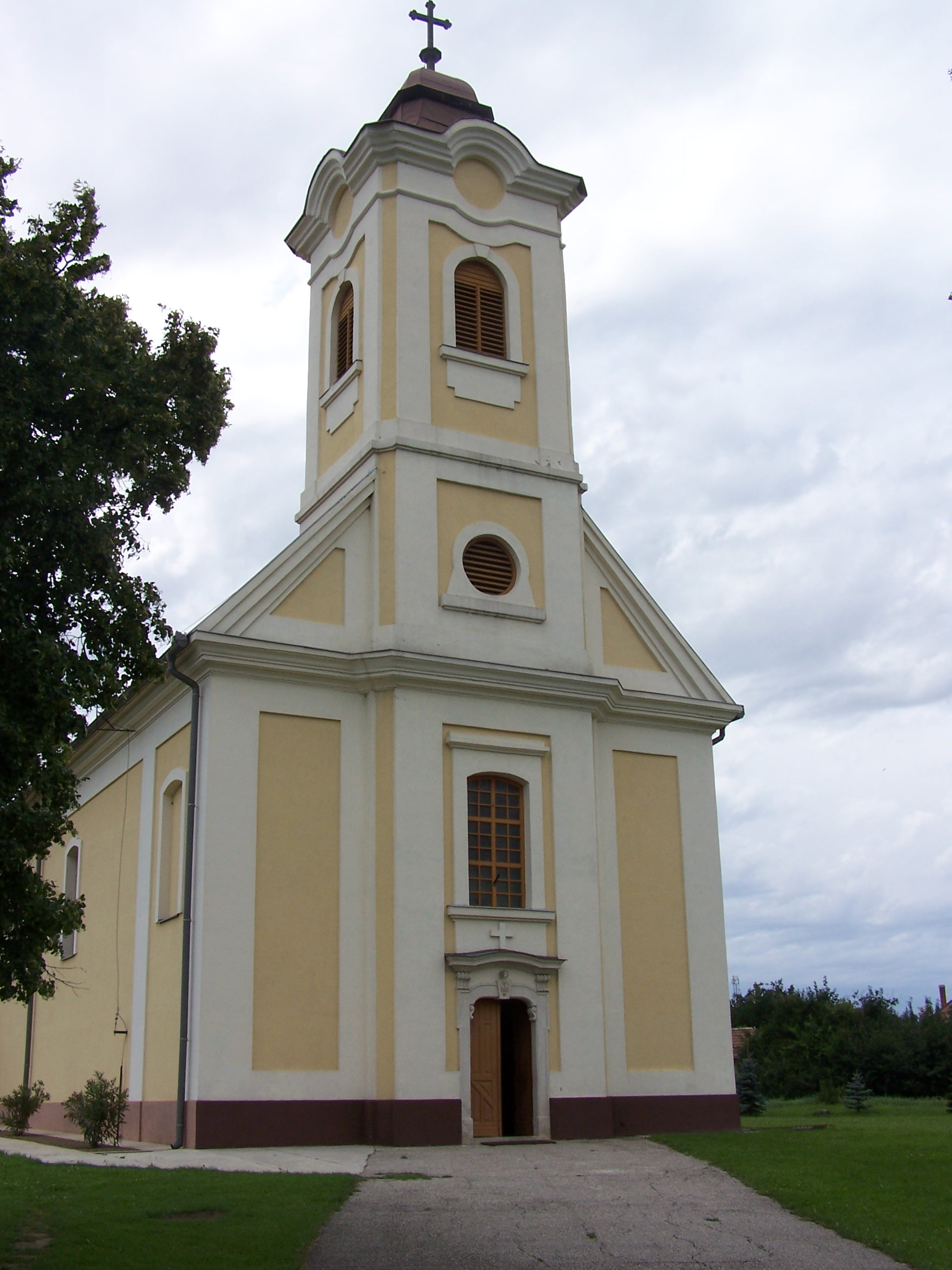
A Szent Péter és Pál-templom

Palotás (Kökényes-, Mikod-, Palotás-) Árpád-kori település. Nevét 1075-ben már említették az oklevelek Hotuandi alakban írva. A 12. századtól a Kökényes-Radnót nemzetség birtoka volt. 1246-ban Kökényes fia János volt az ura, majd tőle fia, Radnót (1312–1315) örökölte. Az ő halála után a Kacsics nemzetségbeli Simon, a Palásthi Radó család őse nyerte adományul. 1246-ban Krukenus és Hatuan, 1260-ban Micudhotuono és Cukenushotuono, 1283-ban Palatashatwan alakban írták.
Csánki Dezső: Magyarország történelmi földrajza a Hunyadiak korában című műve szerint 1428-ban, illetve Magyarország helységeinek 1773-ban hivatalos összeírásában a Palathashatwan elnevezést találjuk. Az elnevezés értelme az a Hatvan, amelyben palota van. A helység nevének később önállósult előtagja tehát valamely birtokosának kastélyára, „palotájára” utal. A helyi szájhagyomány tudni véli, hogy a mai templom mögött állt az Esterházy család kastélya, amit az előző uraktól örököltek. A helységnév utótagja feltehetőleg valaminek a száma – ez lehet lakos, telek, terület stb.
A 15. században Buják várához tartozott. Zsigmond király 1424. május 20-án feleségének, Borbála királynénak adományozta az erősséget és a környező birtokokat (Bér, Bokor, Boldog, Erdőtarcsa, Kutasó stb.). 1439-ben Albert király elkobozta a várat Borbálától, és Báthory Istvánnak adományozta.
A mohácsi csatavesztés után 1528-ban Szapolyai János király a Báthoryak hűtlensége miatt Werbőczy Istvánnak adta, de 1551-ben már ismét egy Báthory (Báthory András) volt a birtokos.
1633–1634-ben a váci nahije része volt, csupán 4 adóköteles házzal. 1678. november 22-én Thököly Imre és Balassa Imre kurucai szállták meg. 1715-ben 11, 1720-ban 16 magyar háztartást írtak össze. 1770-ben herceg Esterházy „Fényes” Miklós volt az ura; ettől kezdve az Esterházyak bujáki uradalmához tartozott. A 19.–20. század fordulóján a község legnagyobb birtokosa báró Schossberger Rezső, akinek itt gőzmalma is volt. 1795-ben 495, 1910-ben 1353 római katolikus vallású lakost jegyeztek föl.
1981-ben Palotáshalom néven egyesítették Héhalom községgel. A közös tanácshoz tartozott még  Kisbágyon és Szarvasgede. A két falu  1990-ben újra különvált. 1984 óta nagyközség.

## Közélete

### Polgármesterei
- 1990–1994: Kis Gergely (független)[5]
- 1994–1998: Kis Gergely (független)[6]
- 1998–2002: Szabó Mihály (független)[7]
- 2002–2006: Szabó Mihály (független)[8]
- 2006–2010: Szabó Mihály (független)[9]
- 2010–2014: Szabó Mihály (független)[10]
- 2014–2016: Szabó Mihály (független)[11]
- 2016–2019: Szabó Mihály (független)[12]
- 2019–2024: Szabó Mihály (független)[13]
- 2024– : Juhászné Kovács Felícia (független)[1]

A településen 2016. november 20-án időközi polgármester-választást (és képviselő-testületi választást) tartottak, az előző képviselő-testület önfeloszlatása miatt. A választáson a hivatalban lévő polgármester is elindult, és meg is nyerte azt.

## Népesség
Lakosainak száma a 2000-es évek második felében:
- 2005 – 1739 fő,
- 2006 – 1726 fő,
- 2007 – 1722 fő,
- 2008 – 1700 fő,
- 2009 – 1698 fő.

| Lakosok száma | 1616 | 1600 | 1588 | 1616 | 1579 | 1552 | 1505 |
|               | 2013 | 2014 | 2015 | 2021 | 2022 | 2023 | 2024 |

2001-ben a település lakosságának közel 100%-a magyar nemzetiségűnek vallotta magát.
A 2011-es népszámlálás során a lakosok 89,3%-a magyarnak, 0,5% németnek mondta magát (10,7% nem nyilatkozott; a kettős identitások miatt a végösszeg nagyobb lehet 100%-nál). A vallási megoszlás a következő volt: római katolikus 71%, református 1,3%, evangélikus 1,8%, felekezeten kívüli 4,8% (20% nem nyilatkozott).
2022-ben a lakosság 91,5%-a vallotta magát magyarnak, 0,5% cigánynak, 0,3% németnek, 0,2% görögnek, 0,2% románnak, 0,1-0,1% szlováknak és ukránnak, 2,2% egyéb, nem hazai nemzetiségűnek (8,5% nem nyilatkozott; a kettős identitások miatt a végösszeg nagyobb lehet 100%-nál). Vallásuk szerint 53,1% volt római katolikus, 3,4% evangélikus, 1,6% református, 0,3% görög katolikus, 2,1% egyéb keresztény, 0,4% egyéb katolikus, 6,2% felekezeten kívüli (32,9% nem válaszolt).

## Nevezetességei

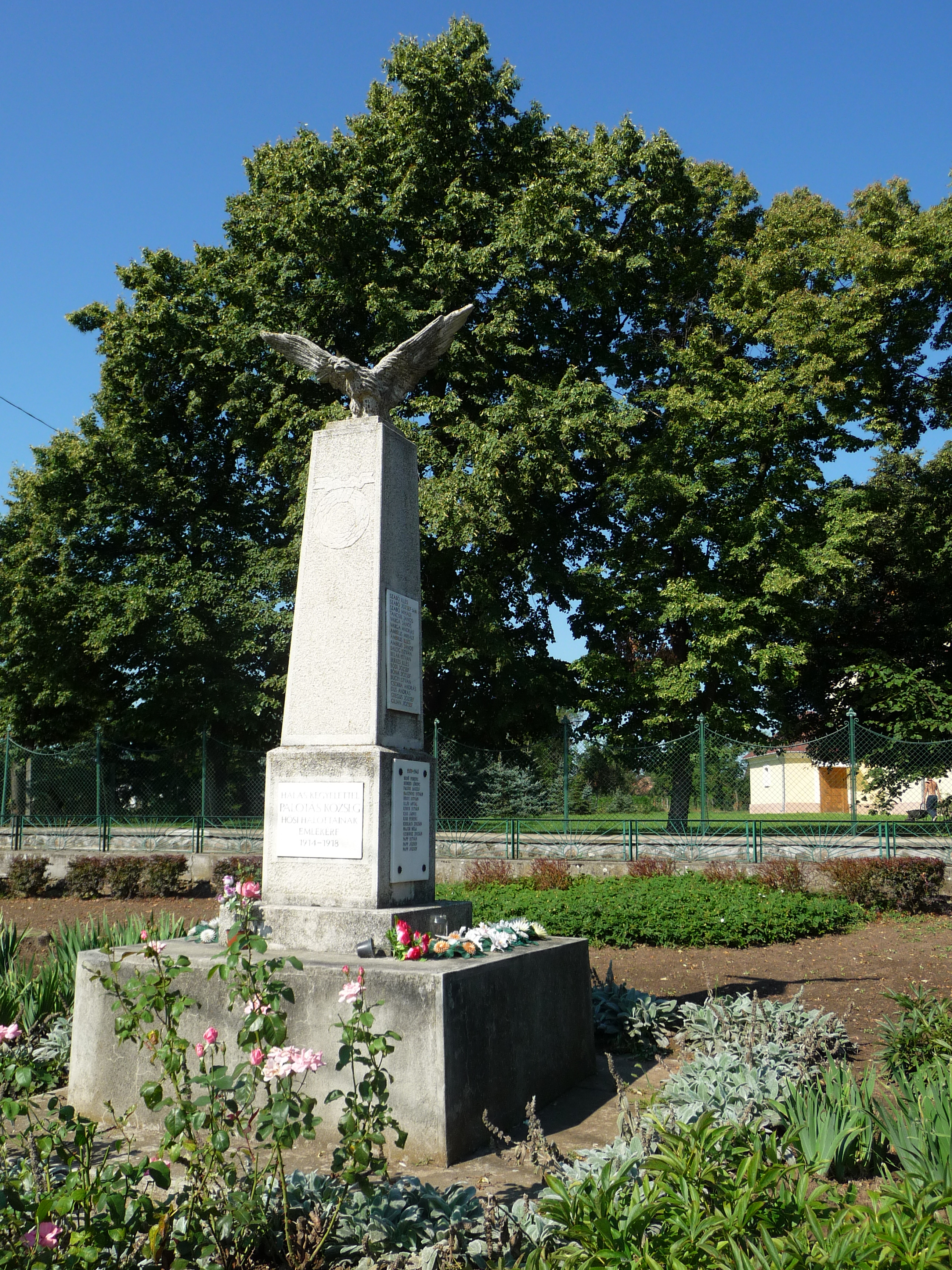
Első világháborús hősi emlékmű a templom előtt

- Szent Péter és Pál tiszteletére szentelt műemlék római katolikus templom
- Szent István szobra a templom előtt áll. A millenniumi emlékévben, 2000-ben elkészült szobor Szpisják Pál alkotása.
- Horgásztó

## Képek

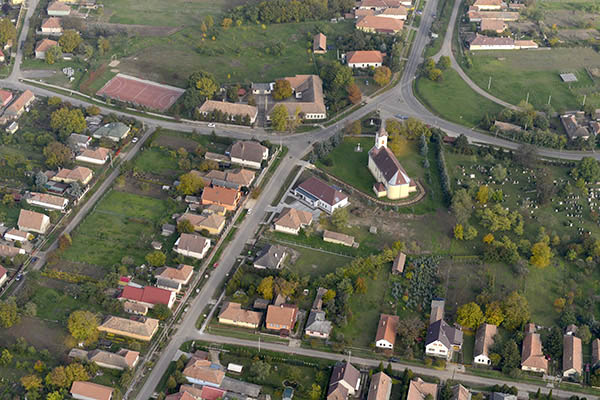
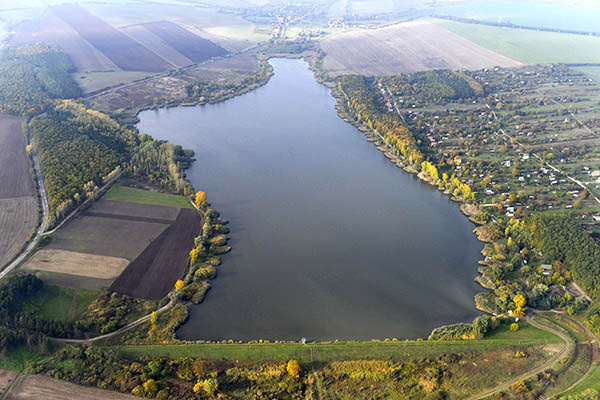
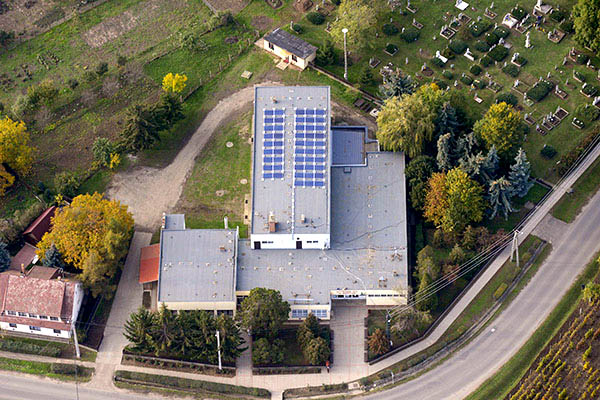
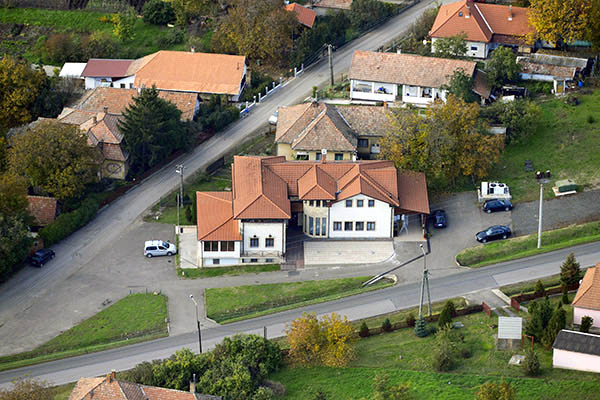